# Electronics City
Electronics City est un parc d'activités dédié aux technologies de l'information situé au sud-est de Bangalore en Inde. Il compte près de 100 000 emplois liés à ce secteur d'activité sur 136 hectares. Le secteur a été aménagé en plusieurs zones appelées Phase I, Phase II et Phase III. L'aménagement d'Electronics City a été mené par la Karnataka State Electronics Development Corporation (Keonics).